# Felip de Toucy
Felip de Toucy (vers 1280 -després de 1300) fou un noble italià, fill de Narjot de Toucy († 1293) i de Lucia d'Antioquia-Poitiers princesa d'Antioquia i comtessa titular de Trípoli († 1299).
Trípoli fou conquerida pels mamelucs el 1289 i els seus pares van tornar al regne de Nàpols. Felip va heretar del seu pare la senyoria de Terza el 1293 i els drets sobre Antioquia i Trípoli de la seva mare el 1299, però mai els va fer valer. La data exacta de la seva mort és desconeguda si bé no gaire llunyana el 1300.
Els drets nominals al principat i comtat van passar a Margarida de Lusignan (+ 1308), filla d'Enric d'Antioquia-Poitiers, que era fill de Bohemon IV d'Antioquia i I de Trípoli. Margarida estava casada amb Joan de Montfort (+ 1283) senyor de Tir i Toron.